# جوزف اچ. آلن
جوزف اچ. آلن (Joseph H. Allen) (زادهٔ ۵ سپتامبر ۱۸۲۱ – درگذشتهٔ ۲۴ آوریل ۱۸۸۴) بازرگان صنعتی، افسر جنگ داخلی و سرپرست شهری برونزویک، نیویورک بود. آلن در البورگ، ورمانت از والدین دارای اصالت بریتانیایی به‌دنیا آمد و در جوانی خانه را ترک کرد. پس از چندین کسب‌وکار ناموفق، وی در کسب‌وکار چال‌زن و کج‌بیل موفق شده و محصولات خود را بیشتر به جنوب آمریکا بفروش می‌رساند. او در انتخابات سرپرست شهرک برونزویک در ۱۸۵۶ میلادی و قاضی صلح در ۱۸۶۱ میلادی شرکت نموده و پیروز شد. با آغاز جنگ داخلی، فروشات وی سقوط کرد و از اینرو او وارد ارتش اتحادیه شد. آلن در جریان خدمت چندین بار زخم برداشت و با درجه سرهنگ دوم به حرفه نظامی خود پایان داد. او به خانه بازگشته و کارخانه‌اش را مجدداً باز نمود، کاری که موفقیت صنعتی دهکده‌های کوچک و ایگل میلز در اواسط تا آخر قرن نوزدهم میلادی نقش اساسی داشت. او در ۱۸۸۴ میلادی به عمر ۶۲ سالگی درگذشت.

## اوایل زندگی
آلن فرزند جان و سارا آلن بود. پدر وی اهل کنتیکت و دارای‌تبار انگلیسی و مادر وی در اصل اهل ورمانت و دارای‌تبار اسکاتلندی بود. آنگونه که سالوستر در تاریخ شهرستان رنسلیر، نیویورک می‌نویسد، او در هشت سالگی خانه را ترک کرد «تا برای خود ثروتی به‌دست‌آورد». وی در سن جوانی در یک کارخانه تولید چال‌زن در همدن، کنتیکت شروع به کار نموده و تا هفده سالگی در آنجا به کار ادامه داد. در این جریان، او یک فروشگاه ساعت خریداری نموده و بعداً آنرا با چندین اسب در ورمانت و کانادا مبادله کرد. او اسب‌های خود را از طریق کشتی به هند غربی فرستاد، اما کشتی در دریا شکست و اسب‌های او ناپدید شد. او را از نظر بدهی در وضعیت بدی قرار داد. با این وجود، او دوباره توانست وام بگیرد و دوباره تعدادی اسب به هند غربی فرستاد، این بار موفق شد و نه تنها توانست دیون خود را بپردازد، بلکه سود هم به‌دست‌آورد.

## قبل از جنگ
آلن به‌زودی سمت خود در کارخانه چال‌زن در کنتیکت را به‌دست‌آورد تا ۱ سپتامبر ۱۸۴۳ در این کارخانه به کار ادامه داد و بعد از آن به تروی، نیویورک رفت. در این شهر، آلن با او. دبلیو. ایدسون در کارخانه ساخت چال‌زن شریک شد. این شراکت تا ژانویه سال بعدی پابرجا بود تا اینکه آلن کل سهام شریک خود را خریداری نموده و به تنهایی به این کسب‌وکار ادامه داد، اما کارخانه در ۱۸۵۰ میلادی در اثر آتش‌سوزی از بین رفت.
آلن در ژانویه ۱۸۵۱ آسیاب‌های آرد ایگل را خریداری نمود که از نظر تاریخی ساختمان مهم صنعتی در این منطقه به حساب می‌رفت و در نهایت نام دهکده کوچک نیز به آن نامگذاری شد، (دهکده ایگل میلز). این کارخانه تاریخچه طولانی از تلاش‌های ناموفق تجاری داشت. آسیاب‌های آرد ایگل در ۱۸۲۱ میلادی توسط دانیل شلدون به هدف آرد کردن گندم منطقه تروی ساخته شده بود. پس از یک مدت کوتاه موفقیت، این کسب‌وکار فعالیت خود را متوقف نموده و ساختمان بلااستفاده باقی ماند. پس از آن ساختمان به جیمز بومستد به فروش رسید، کسی که آنرا به عنوان یک کارخانه تولید غذای حیوانات دوباره باز کرد. وی نیز در کسب‌وکار خود موفقیتی چندانی نداشت و ساختمان را به جیمز مک‌چنسی فروخت، کسی که ساختمان را برای مدتی بلااستفاده نگه داشت و پس از مدتی مالکیت آنرا به کاتلین و سکستون منتقل نمود و آنها تولید چال‌زن و نوک‌قلم را در این ساختمان آغاز کردند. کاتلین و سکستون که نیز موفقیتی نداشتند، ساختمان را ترک کردند و مک‌چنسی (که نامش هنوز در قباله وجود داشت) ساختمان را به گروم و شاتوک به فروش رساند و آنها تولید آچار شلاقی را در آن شروع کردند. این ماجراجویی نیز ناموفق بود و ساختمان به پل اسمیت کارخانه‌دار اهل کلوپسوایل به فروش رسید، اما او پس از مدتی تصمیم گرفت که بهتر است تا کارخانه‌های خود را به‌طور منسجم در کلوپسوایل حفظ نماید، از اینرو او این ساختمان را در ۱۸۵۱ میلادی به آلن بفروش رساند.
این کارخانه در نزدیکی بستر صخره‌ای نهر پویستین کیل واقع شده بود، نهری که به‌طور عموم به عنوان انرژی آبی این منطقه مورد استفاده قرار داشت. آلن دو ساختمان جدید بلند کرده و آب این نهر را از طریق تونل‌های درون صخره‌ای زیر این ساختمان‌ها به کارخانه خود هدایت کرد. او نام شرکت خود را شرکت تولیدی میلوایل گذاشت و آسیاب را به کارخانه تولید چال‌زن و نوک‌قلم تبدیل کرد. برای مدتی، او به‌طور آزمایشی به تولید زنجیر و سوهان نیز پرداخت. اما این شرکت به‌زودی با مشکلات حقوقی درگیر شده و منحل گردید.
آلن شرکت را در ۱۸۵۹ میلادی دوباره باز کرد، ماشین آلات بیشتری برای تولید کج‌بیل اضافه نموده و یک دکان خرده فروشی در محل باز کرد. او بازار خوبی در جنوب آمریکا پیدا کرد، جاییکه تقاضا به محصولات او بلند بود. شرکت وی که به تازگی به شرکت پلنترز هو نام‌گذاری شده بود یک موفقیت چشمگیر به حساب می‌رفت. اما با نزدیکی ملت به جنگ داخلی، تقاضا به محصولات وی سقوط کرده و فروش در جنوب ناممکن شد. کارخانه نه تنها به دلیل میزان پایین فروش، بلکه به‌خاطر اینکه آلن وارد ارتش اتحادیه شد، در ۱۸۶۱ میلادی بسته گردید.

## خدمت در دولت و ارتش
آلن حضور برجسته در برونزویک داشت. در مارس ۱۸۵۳، وی ریاست جلسه‌ای برای تأسیس «کلیسای مریدان مسیح در دهکده میلوایل» را برعهده داشت، کلیسای که حالا به کلیسای مریدان مسیح معروف است. در جریان آن تابستان، ساختمان کلیسا با هزینه حدود ۱٬۲۰۰ دلار ساخته شد. در ۱۸۵۶ میلادی، آلن سرپرست شهر برونزویک شد، سمتی که وی تنها یک مرتبه در آن انتخاب شده و تا ۱۸۵۷ میلادی خدمت کرد؛ او از سوی حزب ویگ وارد انتخابات شده بود. او در ۱۸۶۱ میلادی نیز به عنوان قاضی صلح انتخاب گردید، اما به‌خاطر اینکه تصمیم گرفت در جنگ داخلی خدمت کند، دوره خود را به پایان نرساند؛ این بار او از سوی حزب دموکرات خود را نامزد کرده بود و تا آخر عمر خود یک دموکرات باقی ماند.
هنگ داوطلبان پیاده ۱۲۵ام در اوایل ۱۸۶۲ میلادی در برونزویک تأسیس گردیده و درخواست رئیس‌جمهور لینکلن برای نیروهای بیشتر در سپتامبر همان سال از سوی آلن پاسخ داده شد. او در گروهان C هنگ داوطلبان ۱۶۹ام نیویورک ثبت نام نمود، با انتخاب به عنوان سروان این گروهان وی توانست طی شش روز گروهان خود را منسجم نماید. بیشتر سربازان پیاده اهل برونزویک بودند، هرچند برخی از آنها اهل شهرهای مجاور بودند. ساکنین شهر پول لازم را گردآوری نمودند تا «هزینه‌ها و مصارف» سربازان آلن که به جنگ می‌رفتند را تأمین نمایند.
آلن در تمامی نبردهای که هنگ وی دخیل بود سهم گرفت، به‌جز از چند نبرد کوچک که وی به‌خاطر جراحات ناشی از نبرد نتوانست سهم بگیرد. در جریان نبرد خلیج هاربرد، استخوان‌های دست وی کاملاً خرد شد و بعدتر در جریان نبرد اول فورت فیشر همان دست وی جراحت سطحی برداشت. در جریان جنگ فورت فیشر، او از ناحیه نزدیکی مفصل مچ پای خود نیز مجروح شد؛ مرمی شمخال تا زمان مرگ در بدن وی باقی مانده بود. هنگام بازیابی سلامت خود، او مجدداً در نیویورک توظیف گردید تا سربازان جدید استخدام نماید. وی در ماه ژوئن ۱۸۶۴ به درجه سرگرد ترفیع داده شده و همچنین به‌خاطر نشان دادن «رفتار شایسته» در فورت فیشر، وی در ۱۳ مارس ۱۸۶۵ از سوی رئیس‌جمهور لینکلن به درجه افتخاری (بدون حقوق) سرهنگ دوم ترفیع داده شد.

## پسا جنگ و زندگی شخصی
آلن پس از جنگ به برونزویک بازگشته و شرکت پلنترز هو را در همکاری با جورج تی. لین دوباره باز کرد. آلن به تولید چال‌زن که حتی پس از بسته کردن شرکت تولیدی میلوایل یک درصد کوچک از تولیدات را شکل می‌داد، کاملاً پایان داد. آلن خود مسئولیت تولید و فروش را بر عهده گرفته و سهم بزرگی در بازار جنوب به‌دست‌آورد. شکوفایی تجارت دوباره بازگشت و تا حداقل دهه ۱۸۸۰ میلادی به قوت ادامه داشت. در نهایت شرکت توسعه داده شده و به تولید کج‌بیل‌های سبکتر و مورد استفاده مردم عام آغاز نموده و این جنس به را خط تولید کج‌بیل سنگین سبک-جنوبی اضافه کرد. شرکت پلنترز هو تا دهه ۱۸۹۰ میلادی نیز تا حدی موفق به‌حساب می‌رفت، اما در دهه ۱۹۲۰ میلادی متوقف گردید.
علاوه بر خدمت در سمت‌های قاضی صلح و سرپرست شهر، گفته می‌شود که آلن همچنین یکی از حامیان اصلی آموزش در این شهر بوده‌است. وی در ۶ ژوئیه ۱۸۴۷ با سارا اچ. پاین، دختر دیوید اچ و کاترین سی. پاین، اهل همدن، کنتیکت ازدواج کرد. این زوج دو فرزند داشتند: سارا و کورنلیا می.
آلن در ۲۴ آوریل ۱۸۸۴ درگذشت و در گورستان ایگل میلز در جاده برونزویک، دهکده ایگل میلز به خاک سپرده شد؛ همسر وی در ۱۹۰۷ میلادی در گذشت و در جوار وی به خاک سپرده شد. از نشانه حک شده در سنگ قبر وی (به‌طور مشخص، گونیا و پرگار) دانسته می‌شود که آلن یک مِیسون بوده‌است.

## کتابشناسی
- Anderson, George Baker (1897). Landmarks of Rensselaer County New York. Syracuse, New York: D. Mason and Company. OCLC 1728151.(Full text via the Internet Archive.)
- Hayner, Rutherford (1925). Troy and Rensselaer County New York: A History. New York: Lewis Historical Publishing Company, Inc. OCLC 22524006.
- Paine, Henry Delaven (1883). Paine Family Records: A Journal of Genealogical and Biographical Information Respecting the American Families of Payne, Paine, Payn, &c. (Volume II). Albany, New York: J. Munsell. OCLC 247490136.(Full text via the Internet Archive.)
- Sylvester, Nathaniel Bartlett (1880). History of Rensselaer Co. , New York with Illustrations and Biographical Sketches of its Prominent Men and Pioneers. Philadelphia: Everts & Peck. OCLC 3496287.
- Weise, Arthur James (1880). History of the Seventeen Towns of Rensselaer County from the Colonization of the Manor of Rensselaerwyck to the Present Time. Troy, New York: J. M. Francis & Tucker. OCLC 6637788.(Full text via the Internet Archive.)